# بسنت (مهرجان)

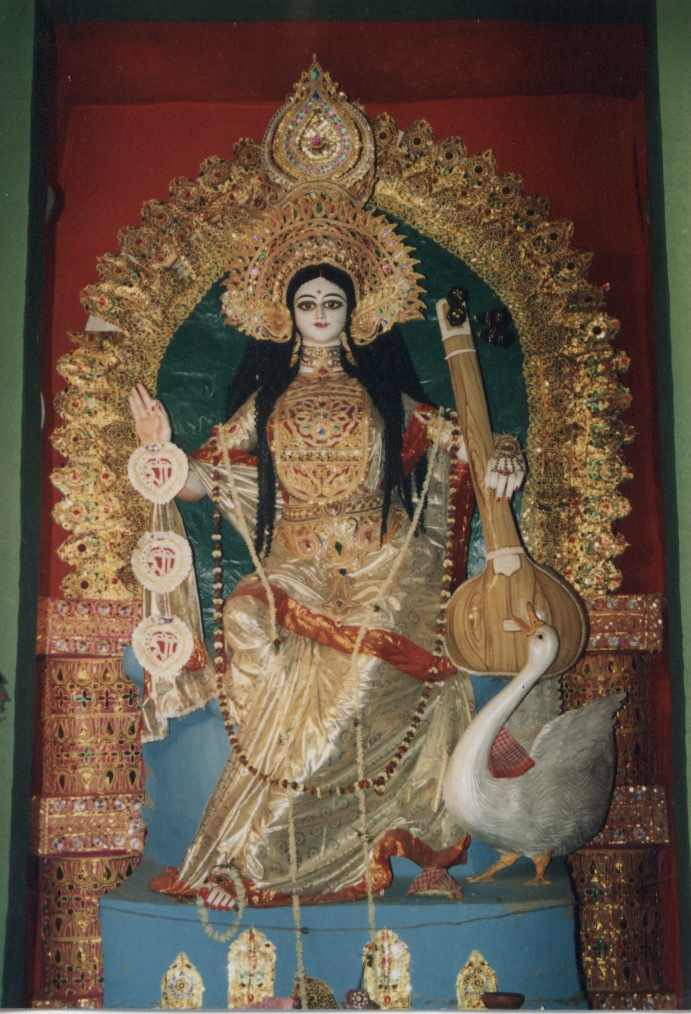

بسنت مهرجان هندوسي يكون الاحتفال به في فصل الربيع وهو معنى الاسم. ويرتبط بالإلهة ساراسواتي إلهة الموسيقى والفن في الهندوسية.